# Victor Mikhalevski

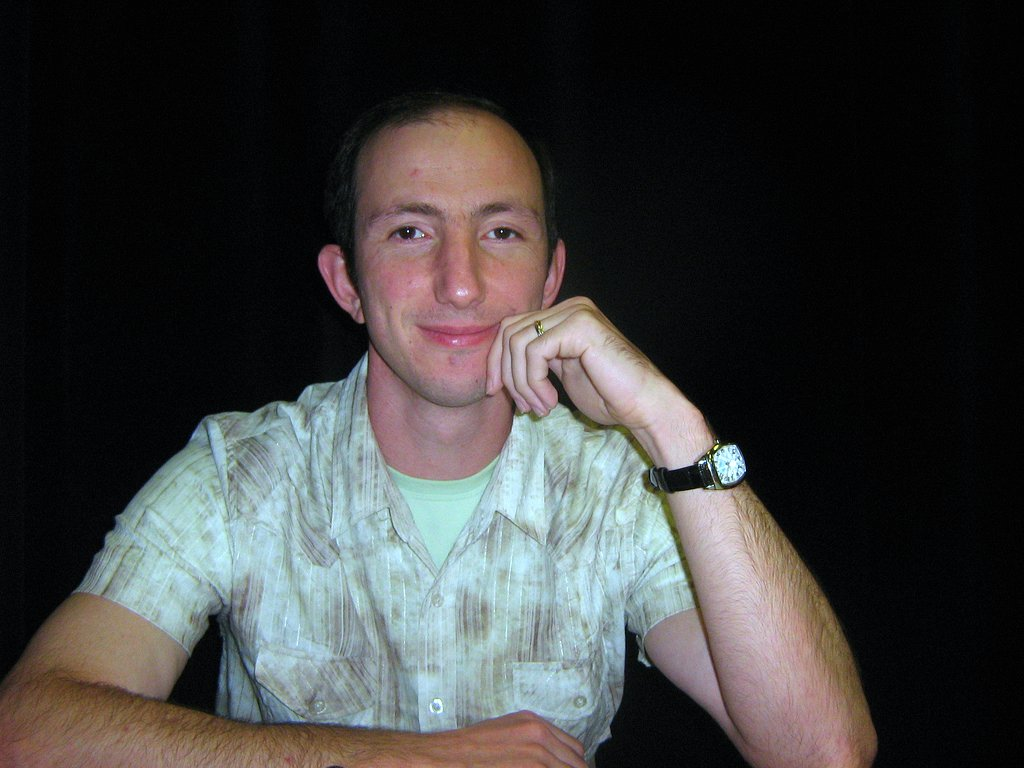
Victor Mikhalevski

Victor Mikhalevski (Hebreeuws: ויקטור מיכלבסקי) (Homel, 8 juli 1972) is een Wit-Russisch-Israëlische schaker. Hij is, sinds 1996, een grootmeester (GM). In zijn jeugd werd hij gecoacht door zijn broer Alexander Mikhalevski. In 1991 emigreerde hij naar Israël. Zijn hoogste rating was 2632, hij bereikte deze op 1 januari 2008. In 2014 werd hij kampioen van Israël. 

## Schaakcarrière
Mikhalevski werd geboren in Homel, Wit-Rusland.  
In 1991 en 1992 was hij kampioen van Israël in de categorie tot 20 jaar. In 1991 was hij gedeeld 2e–3e in het Open kampioenschap van Israël. In 1993 won hij met 10 pt. uit 13 het First Saturday toernooi in Boedapest en verkreeg hij de titel Internationaal Meester (IM). In 1994 won hij het International Festival in Tel Aviv, in 1995 won hij het Open toernooi in Parijs en het Tel Aviv Open. In 1996 werd hij grootmeester. Hij won het 1997 International Festival in Risjon Letsion (Israël). In 1998 won hij het 2e VAM Open in Hoogeveen (Nederland) en het 14e International Festival in Tel Aviv. In 1999 werd hij gedeeld eerste in het Lost Boys toernooi in Antwerpen (België). Hij won in 2000 het Open kampioenschap in Risjon Letsion (Israël). In 2002 won hij het International Festival in Biel, een rapidtoernooi in Zwitserland, de 6e Itau Cup in São Paulo (Brazilië) en was eerste in San Salvador (El Salvador).  In 2003 won hij wederom het toernooi in San Salvador en won hij het Quebec Open in alle drie de secties (klassiek, rapid en blitz). In 2003 werd hij gedeeld eerste bij het eerste "International Festival" in Asjdod (Israël). In 2004 werd hij gedeeld eerste bij het International Festival in Drammen (Noorwegen), met 8 pt. uit 9. 
Hij won in 2005 het Lake George Open in New York. Van 3 t/m 14 augustus 2005 werd in Montreal het categorie 12 Empresa-toernooi gehouden dat door Mikhalevski met 8 pt. uit 11 gewonnen werd (+5 =6 –0). 
In 2006 won hij het categorie 10 Spring Invitational in Schaumburg (Illinois) met 7.5 pt. uit 9 en het GM Slugfest in Bellevue (Washington). In 2006 eindigde hij gedeeld eerste op het International Festival in Asjdod (Israël) en ook op het internationale toernooi in Coamo (Puerto Rico). In de Schaakolympiade van 2006 in Turijn speelde hij voor Israël als tweede reserve (+4 =2 –1).  In 2007 won hij het Schaakfestival in Curaçao (Nederlandse Antillen) met 7.5 pt, uit 9. In oktober 2007 won hij het Calvià Open in Mallorca (Spanje), zijn eerste 7 partijen won hij en uiteindelijk behaalde hij 8 pt. uit 9 en een performance rating van 2876. Kevin Spraggett werd tweede met 7 pt. uit 9. In 2007 werd Mikhalevski gedeeld eerste op het World Open in Philadelphia en ook op het Miami Open in Florida. 
In 2008 werd hij gedeeld  eerste in het "Canadian Open" Schaakkampioenschap in Montreal, met 6 pt. uit 9. In 2009 eindigde hij gedeeld eerste op het 4th Edmonton International, Canada en op het North American Open in "Las Vegas Valley", Nevada, V.S. In 2009 op de 17e Europese schaakkampioenschappen voor landenteams, in Novi Sad, speelde hij aan het derde bord (+1 =4 –1). In 2010 werd hij gedeeld 2e–5e met Michael Adams, Jevgeni Najer en Jiří Štoček bij het 14e Chicago Open, en later dat jaar maakte hij deel uit van het Israëlische team dat de bronzen medaille won op de 39e Schaakolympiade. 
In 2014 werd hij kampioen van Israël. Eerder was hij gedeeld eerste in 1996 in Jeruzalem, tweede in 1998, en gedeeld eerste in 2008 in Haifa. Hij was deelnemer aan de Maccabiade in 2017. In 2019 werd hij met 7 pt. uit 9 gedeeld 2e-4e in het Open kampioenschap van Israël, samen met GM Gad Rechlis en WIM Michal Lahav.
Victor Mikhalevski woont in Beër Sjeva.